# Secchia
Secchia is een rivier in Noord-Italië in de regio's Emilia-Romagna en Lombardije.
Als rechter zijrivier van de Po mondt deze rivier uit in de Adriatische Zee. Ze heeft een lengte van 172 km en een stroomgebied van 2292 km². De rivier draagt een gemiddeld 25,6 m³/s water.
De rivier heette Sicla of Secia in het Latijn en in het Italiaans is het een mannelijk zelfstandig naamwoord voor de inwoners van Reggio Emilia (il Secchia) en een vrouwelijke voor inwoners van Modena (la Secchia).

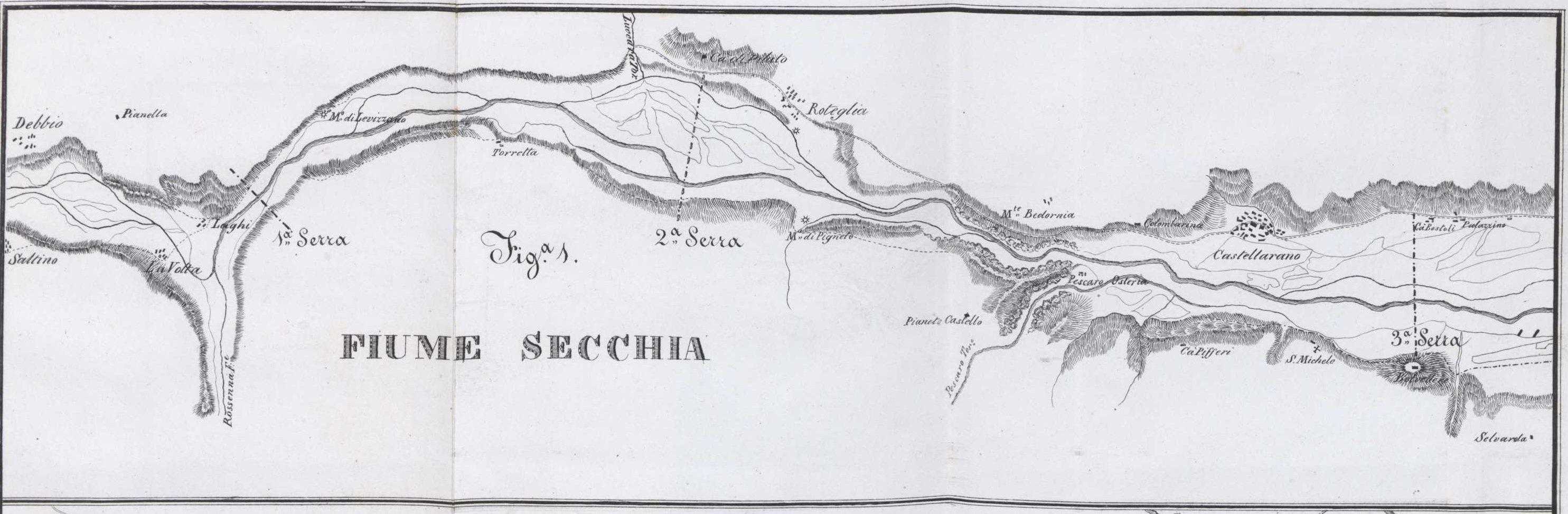
Secchia, 1847

## Zie ook

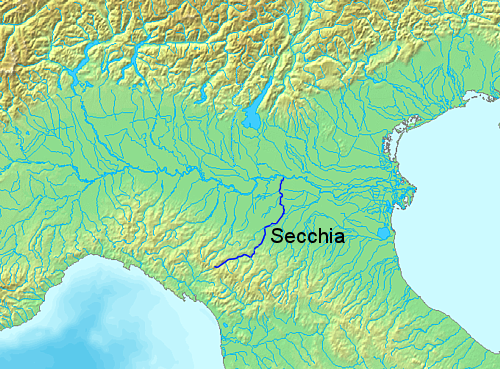
ligging van Secchia
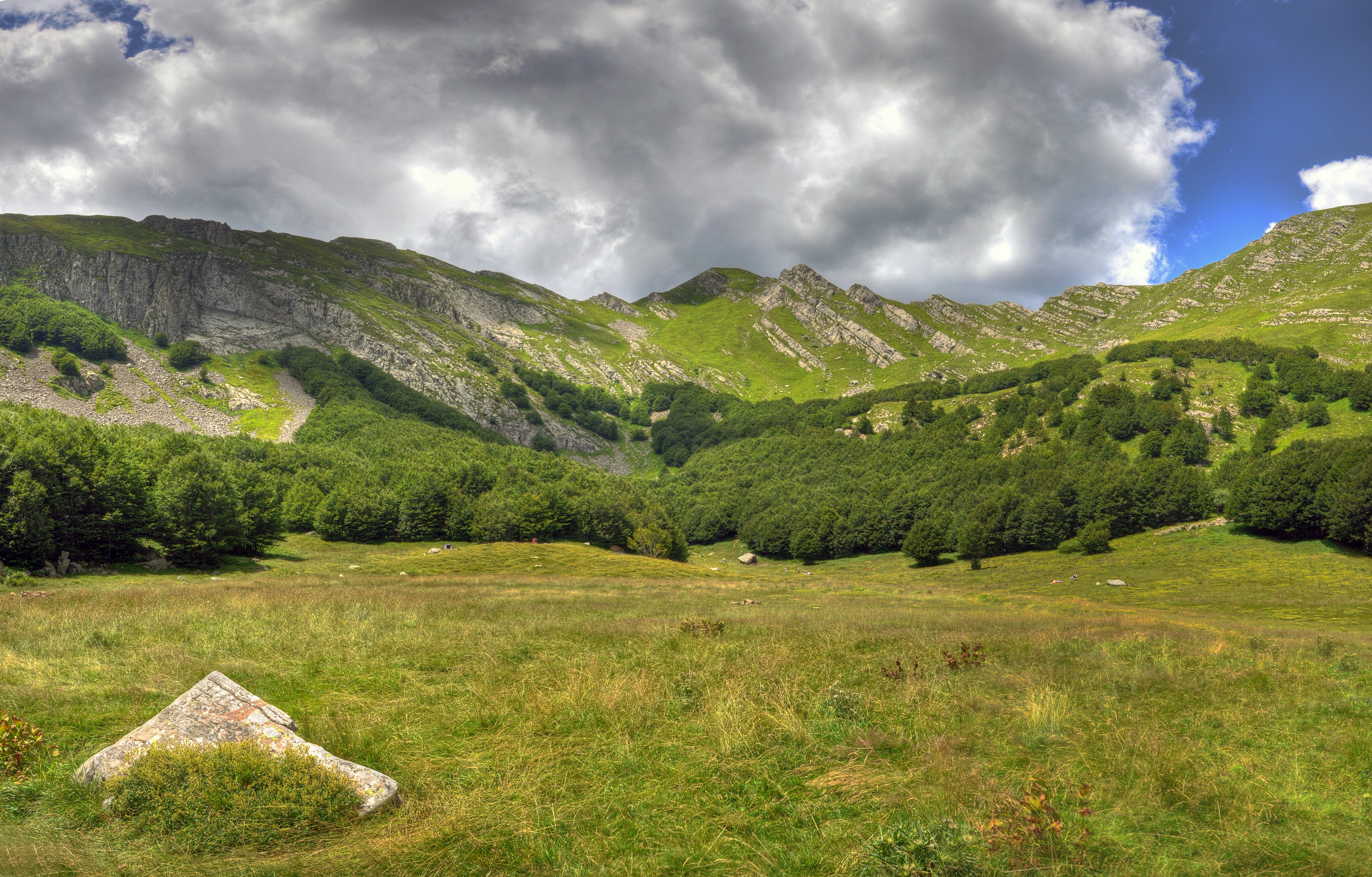
De bron van Secchia in Alpe di Succiso